# Sejm lubelski 1569
Sejm 1569 – sejm zwyczajny Korony Królestwa Polskiego, zwołany 1 listopada 1568 roku, na 23 grudnia 1568 roku w Lublinie. Po zawarciu Unii Lubelskiej 28 czerwca 1569 roku, sejm Rzeczypospolitej Obojga Narodów.
Sejmiki przedsejmowe odbyły się: średzki 29 listopada 1568 roku, proszowski 10 grudnia 1568 roku, pruski w Elblągu 12 grudnia 1568 roku.
Marszałkiem sejmu obrano Stanisława Sędziwoja Czarnkowskiego. Obrady sejmu trwały od 10 stycznia 1569 do 12 sierpnia 1569 roku.
Podstawowym tematem obrad był projekt biskupa krakowskiego Filipa Padniewskiego zakładający zawarcie przez Polskę i Litwę bardzo luźnego związku w formie unii personalnej (wspólna elekcja), jedynie w celu prowadzenia wspólnej polityki obronnej. Sejm litewski zdominowany przez magnatów nie przyjął tej propozycji, a 1 marca 1569 roku część możnowładców litewskich opuściła Lublin, a wówczas opór litewski został przełamany i sejm lubelski później dokonał inkorporacji części ziem Wielkiego Księstwa Litewskiego do Korony.
5 marca 1569 roku sejm przegłosował włączenie do Korony województwa podlaskiego. 26 maja 1569 roku włączono do Korony województwo wołyńskie, a 6 czerwca 1569 roku włączono do Korony województwo kijowskie i województwo bracławskie. 28 czerwca 1569 roku uchwalono zawarcie unii lubelskiej.